# Puy Gerbel
Le puy Gerbel est un sommet des monts du Cantal dans le Massif central.

## Géographie
Le puy est situé sur la commune de Brezons, entre le puy de la Belle-Viste et le puy de Grandval. En contrebas, à l'ouest, se trouve le cirque de Grandval.

## Protection environnementale
Le sommet est inclus dans le site Natura 2000 « Massif cantalien », dans la ZNIEFF de type 2 « Monts du Cantal », ainsi que dans la ZNIEFF de type 1 « Plomb du Cantal et Prat-de-Bouc ».